# Fairport Convention
Fairport Convention jsou často uváděni jako první anglická folk-rocková skupina. Založili ji roku 1967 Simon Nicol, Richard Thompson, Ashley Hutchings a Shaun Frater. Skupina rychle vyvíjela svůj styl od přebírání cover verzí amerického hudebního stylu „west coast“ až ke zdokonalování svého vlastního stylu, v němž se mísila rocková hudba s tradičními anglickými melodiemi a popěvky.
Fairport Convention byli po prvním desetiletí své existence rozpuštěni v roce 1979, ale hráváli každoroční „setkávací“ koncerty, dokud se v roce 1985 nedali znovu dohromady. Od té doby se pravidelně setkávali na koncertních turné a při práci v nahrávacích studiích.
Částečně je pokračující úspěch Fairport Convention způsoben i účastí na pravidelném výročním koncertním festivalu, který organizují. Cropredy Festival je pořádán každoročně od roku 1974 blízko vesnice Cropredy, asi 8 km severně od Banbury v hrabství Oxfordshire, s návštěvností asi 20 000 fanoušků. Festival byl přejmenován na Fairport's Cropredy Convention a zůstává jednou z klíčových událostí britského folkového kalendáře.

## Historie

### Začátky
Baskytarista Ashley Hutchings potkal kytaristu Simona Nicola v Londýně v roce 1966, kdy oba hráli v Ethnic Shuffle Orchestra. Zkoušky mívali na stejném patře jako měl ordinaci Nicolův otec, v domě, který se nazýval "Fairport", ve Fortis Green, severním Londýně, který propůjčil jméno formující se skupině Fairport Convention, kterou v roce 1967 zakládali s Richardem Thompsonem (kytara) a Shaunem Fraterem (bicí). Po jejich prvním vystoupení 27. května 1967 v St Michael's Church Hall v Golders Green, severozápadním Londýně, došlo k první z mnoha změn v obsazení skupiny, kdy bubeník Martin Lamble, přesvědčil kapelu že by mohl být lepší než Frater a nahradil ho. Brzy přidali zpěvačku Judy Dyble, díky čemuž zněli jinak, než ostatní londýnské skupiny tehdejší doby.
Brzy se skupina rozšířila o zpěvačku Judy Dyble (rozenou jako Judy Aileen Dyble, 13. února 1949, ve Wood Green v severním Londýně) a tato změna ji odlišila od tuctu ostatních skupin živelně vznikajících v mladém kulturním prostředí toho léta. Fairport si na nedostatek práce nemohli stěžovat a brzy byli působili na undergroundovou scénu found stejně jako The Electric Garden, Middle Earth a UFO. Skupina hrála teprve pár měsíců, když se o nich doslechl Joe Boyd který jim zabezpečil smlouvu se společností Island Records. Boyd jim navrhl, aby rozšířili sestavu o dalšího zpěváka a tak Iain Matthews (rozený jako Ian MacDonald) vstoupil do skupiny. První album Fairport Convention, bylo nahráno koncem roku 1967 a vydáno v červnu roku 1968. Později skupina měla hrát s folkovým kytaristou Nickem Drakeem, který měl též kontakty s Joe Boydem. Drakeho popularita pozvolna stoupala po jeho smrti v roce 1974 a ironicky dosáhla vrcholu po použití jeho hudby v TV reklamě na automobily Volkswagen.
V tomto raném stadiu, hledali Fairport inspiraci v Americe (Joni Mitchell, Bob Dylan).
Dvě sólové zpěvačky se ukázaly být pro image skupiny zajímavé a spousta lidí si myslela, že Fairport jsou Američané. Vedlo to až k tomu, že byli nazýváni britskými Jefferson Airplane.
Za čas bylo vydáno druhé LP, What We Did On Our Holidays a Judy Dyble byla nahrazena folkovou zpěvačkou Sandy Denny, která předtím nahrávala sólově a vystupovala se skupinou Strawbs.
Na třetím albu, Unhalfbricking, vystoupil jako host folkový houslista Dave Swarbrick z Birminghamu. Toto album, stejně tak jako jeho předchůdci, bylo směsí původních silných materiálů, se vlivem současných umělců jako byli Jonni Mitchell a Bob Dylan.
Rozhlasový DJ John Peel byl věrným zastáncem hudby skupiny Fairport. Hrál alba skupiny v jeho vlivném pořadu BBC shows. Peel také nahrál několik vystoupení skupiny v BBC, které později vydal jako album s názvem Heyday.
Výraz folk-rock vznikl v 60. letech, aby popsal druh hudby, která spojuje dohromady elektrické hudební nástroje a folkové písně a melodie. Trend zahájil Bob Dylan, když na Folkovém festivalu v Newport v červenci 1965 odložil elektrickou kytaru, stejně tak jako na jeho albu Bringing It All Back Home.

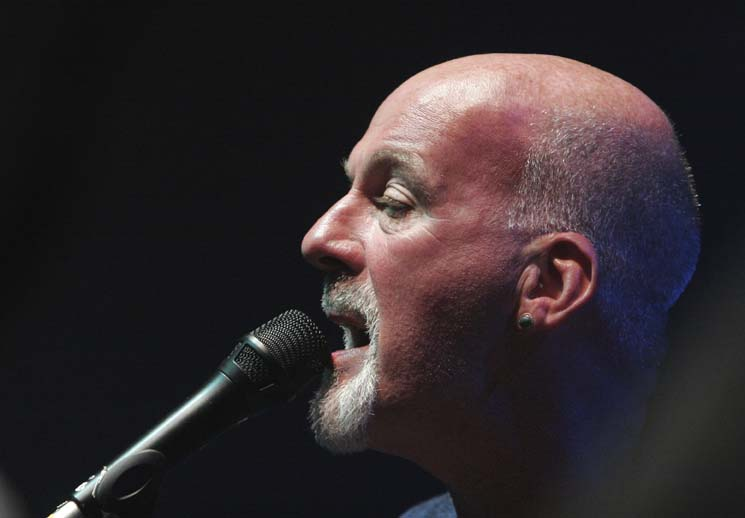
Dave Pegg - basová kytara, mandolína, sólový zpěv

## Členové skupiny
Sestava Fairport Convention z roku 2005:
- Simon Nicol – kytara, sólový zpěv (1967–1971, 1976–1979, 1985–)
- Dave Pegg – basová kytara, mandolína, sólový zpěv (1969-1979, 1985–)
- Ric Sanders – housle (od roku 1985)
- Chris Leslie – housle, mandolína, buzuki, sólový zpěv (od roku 1996)
- Gerry Conway – bicí (od roku 1998)

Následující hudebníci byli členy Fairport Convention:
- Richard Thompson – kytara, zpěv (1967–1971)
- Ashley Hutchings – basová kytara (1967–1969)
- Shaun Frater – bicí (1967)
- Martin Lamble – bicí (1967–1969; zemřel 1969)
- Judy Dyble – zpěv, autoharfa (1967–1968)
- Iain Matthews – zpěv (1967–1969)
- Sandy Denny – zpěv, kytara, piano (1968–1969, 1974–1975; zemřela 1978)
- David Swarbrick – housle, zpěv (1969–1979; zemřel 2016)
- Dave Mattacks – bicí (1969–1972, 1973–1975, 1985–1997)
- Roger Hill – kytara (1971–1972; zemřel 2011)
- Tom Farnell – bici (1972)
- David Rea – kytara (1972; zemřel 2011)
- Trevor Lucas – kytara, zpěv (1972–1975; zemřel 1989)
- Jerry Donahue – kytara (1972–1975)
- Paul Warren – bicí (1975)
- Bruce Rowland – bicí (1975–1979; zemřel 2015)
- Dan Ar Braz – kytara (1976)
- Bob Brady – piano (1976)
- Roger Burridge – housle (1976)
- Maartin Allcock – kytara, mandolína, klávesy, zpěv (1985–1996; zemřel 2018)

## Diskografie
- Fairport Convention 1968
- What We Did on Our Holidays 1969
- Unhalfbricking 1969
- Liege & Lief 1969
- Full House 1970
- Live at the L.A. Troubadour 1970
- House Full (live) 1976
- Angel Delight 1971
- Babbacombe Lee 1971
- History of Fairport Convention 1972 kompilace
- Rosie 1973
- Nine 1973
- Fairport Live Convention 1974 aka A Moveable Feast
- Rising for the Moon 1975
- Gottle O'Geer 1976
- The Bonny Bunch of Roses 1977
- Tipplers Tales 1978
- Farewell Farewell 1979 aka Encore Encore
- Gladys Leap 1985
- Expletive Delighted 1986
- In Real Time 1987
- Red And Gold 1989
- The Five Seasons 1990
- The Woodworm Years 1991 kompilace
- 25th Anniversary Concert 1992
- Jewel in the Crown (album) 1995
- Old New Borrowed Blue 1996 (Fairport Acoustic Convention)
- Who Knows Where the Time Goes (album) 1997
- The Cropredy Box 1998
- Cropredy 98 1999
- The Wood and the Wire 1999
- XXXV 2001
- Over the Next Hill 2004
- Off The Desk 2006

### Webové stránky Fan klubů
- Expletive Delighted fansite Archivováno 9. 5. 2008 na Wayback Machine. .
- Fiddlestix: Australian Friends of Fairport
- Another extensive fan site Archivováno 17. 7. 2007 na Wayback Machine. (Daniel Walton)